# 佩布爾島
51°18′11″S 59°37′46″W / 51.30306°S 59.62944°W

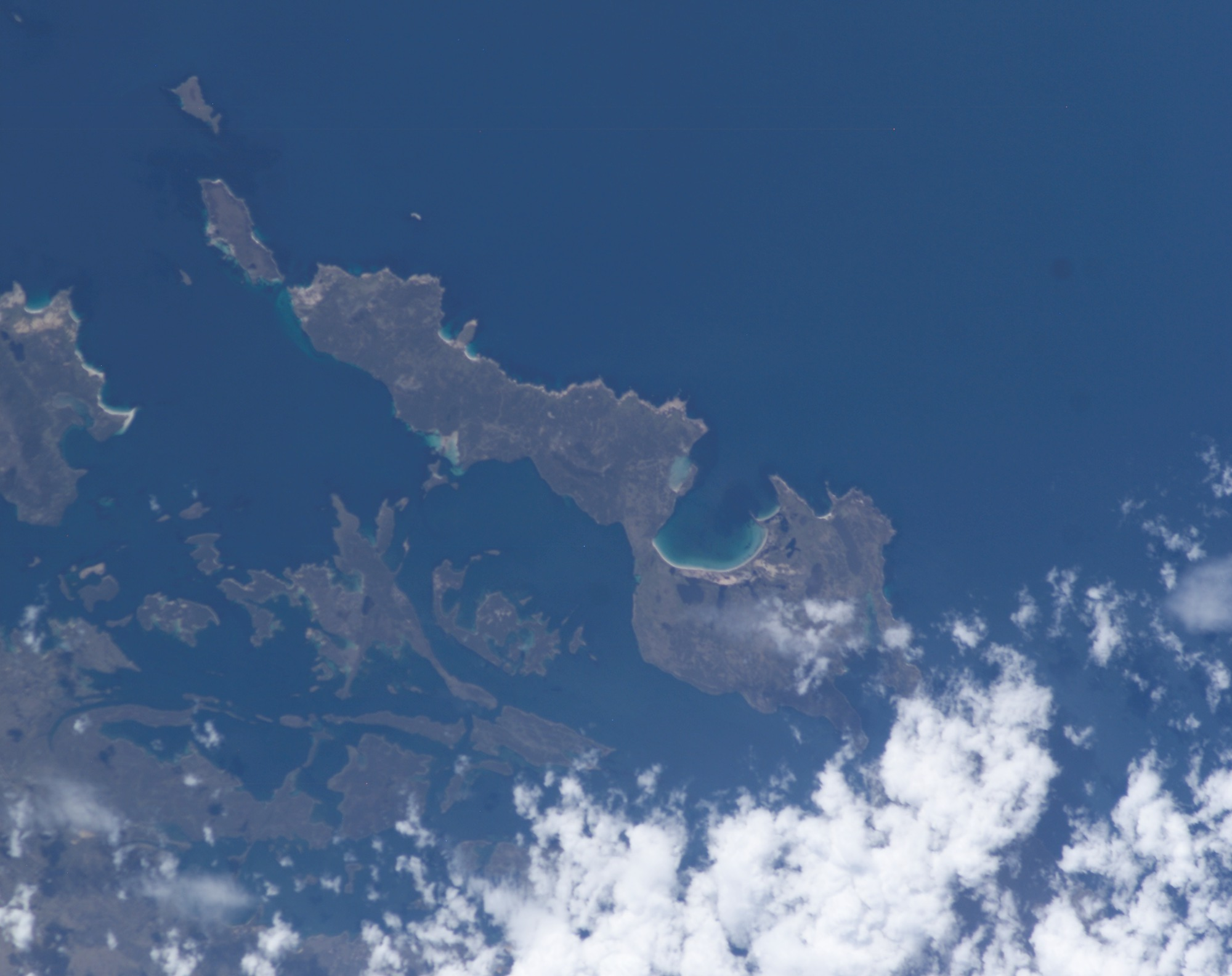

佩布爾島是英國海外領土福克蘭群島的島嶼，位於大馬爾維納島以北的大西洋海域，長30公里、寬7公里，面積88平方公里，最高點海拔高度277米。